# وأصبحت
« وأصبحتُ » (بالإنجليزية: Becoming)‏ هو عنوان لكتاب من تأليف ميشيل أوباما، زوجة الرئيس الأمريكي الـ44 باراك أوباما، ويتحدث عن حياة السيدة الأولى السابقة، ابتداءا بطفولتها في تشيكاغو وانتهائها بالبيت الأبيض وما بعده.
ويتألف الكتاب من 400 صفحة وتُرجم إلى 30 لغة منها العربية، كما شغل المركز الأول من حيث الطلبات على موقع أمازون نوفمبر 2018. وأصدر دار هاشيت أنطوان اللبنانية النسخة العربية للكتاب بالطبعتين الورقية والإلكترونية.